# Davignac
Davignac (Davinhac en occitan) est une commune française située dans le département de la Corrèze en région Nouvelle-Aquitaine.
Ses habitants sont appelés les Davignacois et Davignacoises.

## Géographie

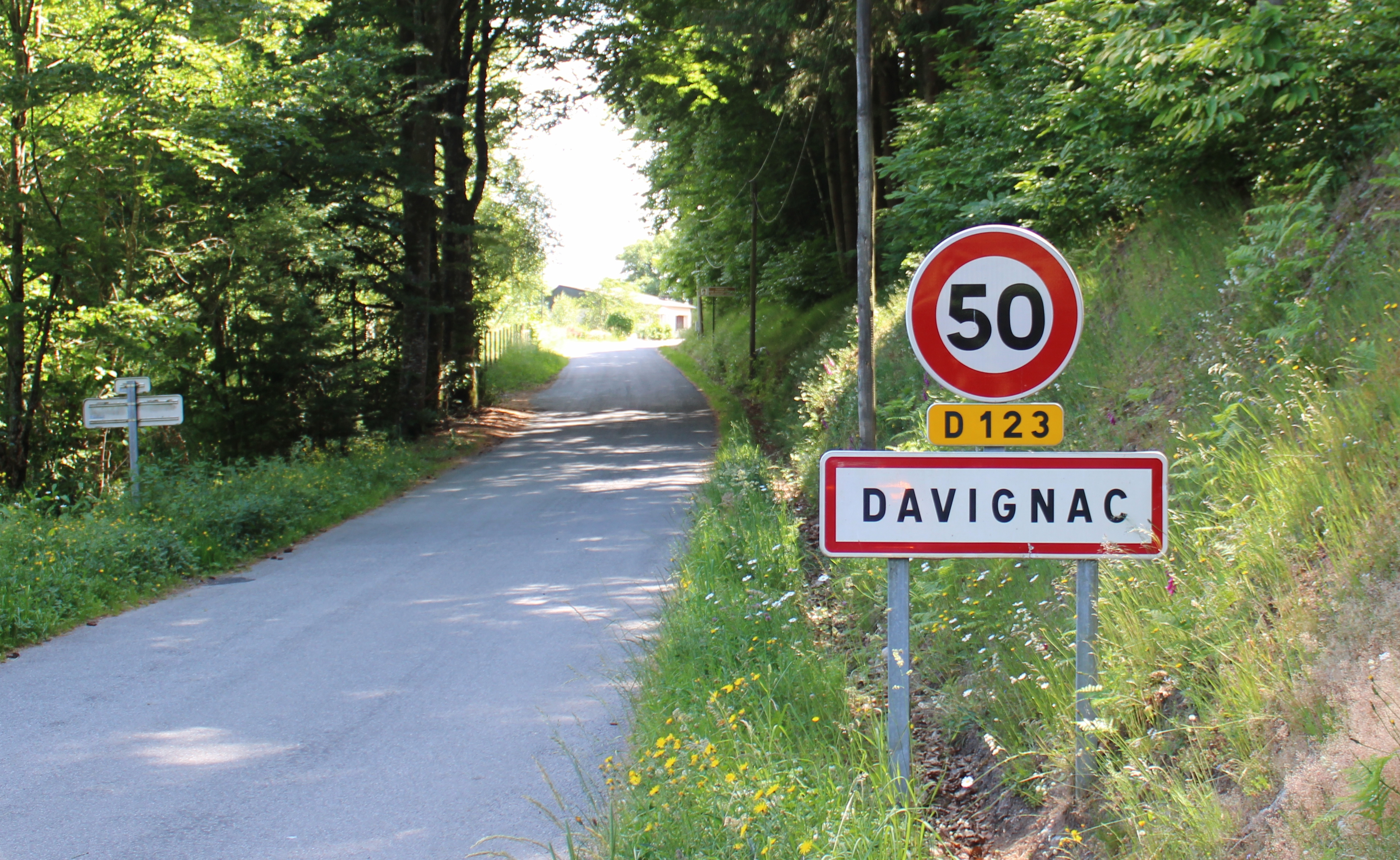
Entrée du village.

### Communes limitrophes
Les communes limitrophes sont  Ambrugeat, Bonnefond, Maussac, Meymac, Péret-Bel-Air et Soudeilles.
| Bonnefond     | Ambrugeat  |         |
| Péret-Bel-Air | Davignac   | Maussac |
|               | Soudeilles |         |

### Hydrographie
La commune est traversée par la rivière Soudeillette (au pont du Gourgeat) affluent de la Luzège et ses propres affluents le Mas, le Jacquet, le Rouffiat et le Tauvelou, mais aussi la Dadalouze affluent de la Corrèze et ses propres affluents le ruisseau de Pierre dure, le ruisseau de la Prade grande et le ruisseau de Jama.

### Transports
L'autoroute A89 passe en limite sud de la commune.

### Climat
Pour des articles plus généraux, voir Climat de la Nouvelle-Aquitaine et Climat de la Corrèze.
Historiquement, la commune est exposée à un climat montagnard.  
En 2020, Météo-France publie une typologie des climats de la France métropolitaine dans laquelle la commune est exposée à un climat de montagne et est dans la région climatique  Ouest et nord-ouest du Massif Central, caractérisée par une pluviométrie annuelle de 900 à 1 500 mm, maximale en automne et en hiver.
Pour la période 1971-2000, la température annuelle moyenne est de 9,7 °C, avec  une amplitude thermique annuelle de 14,8 °C. Le cumul annuel moyen de précipitations est de 1 183 mm, avec 13,4 jours de précipitations en janvier et 8,3 jours en juillet. Pour la période 1991-2020, la température moyenne annuelle observée sur la station météorologique la plus proche, située sur la commune d'Égletons à 10 km à vol d'oiseau, est de 10,6 °C et le cumul annuel moyen de précipitations est de 1 428,5 mm,. Pour l'avenir, les paramètres climatiques de la commune estimés pour 2050 selon différents scénarios d’émission de gaz à effet de serre sont consultables sur un site dédié publié par Météo-France en novembre 2022.

## Urbanisme

### Typologie
Au 1er janvier 2024, Davignac est catégorisée commune rurale à habitat très dispersé, selon la nouvelle grille communale de densité à 7 niveaux définie par l'Insee en 2022.
Elle est située hors unité urbaine et hors attraction des villes,.

### Occupation des sols
L'occupation des sols de la commune, telle qu'elle ressort de la base de données européenne d’occupation biophysique des sols Corine Land Cover (CLC), est marquée par l'importance des forêts et milieux semi-naturels (65 % en 2018), une proportion sensiblement équivalente à celle de 1990 (65,6 %). La répartition détaillée en 2018 est la suivante : 
forêts (57,2 %), zones agricoles hétérogènes (16,4 %), prairies (16,3 %), milieux à végétation arbustive et/ou herbacée (7,9 %), zones humides intérieures (1,6 %), zones industrielles ou commerciales et réseaux de communication (0,7 %).
L'évolution de l’occupation des sols de la commune et de ses infrastructures peut être observée sur les différentes représentations cartographiques du territoire : la carte de Cassini (XVIIIe siècle), la carte d'état-major (1820-1866) et les cartes ou photos aériennes de l'IGN pour la période actuelle (1950 à aujourd'hui).

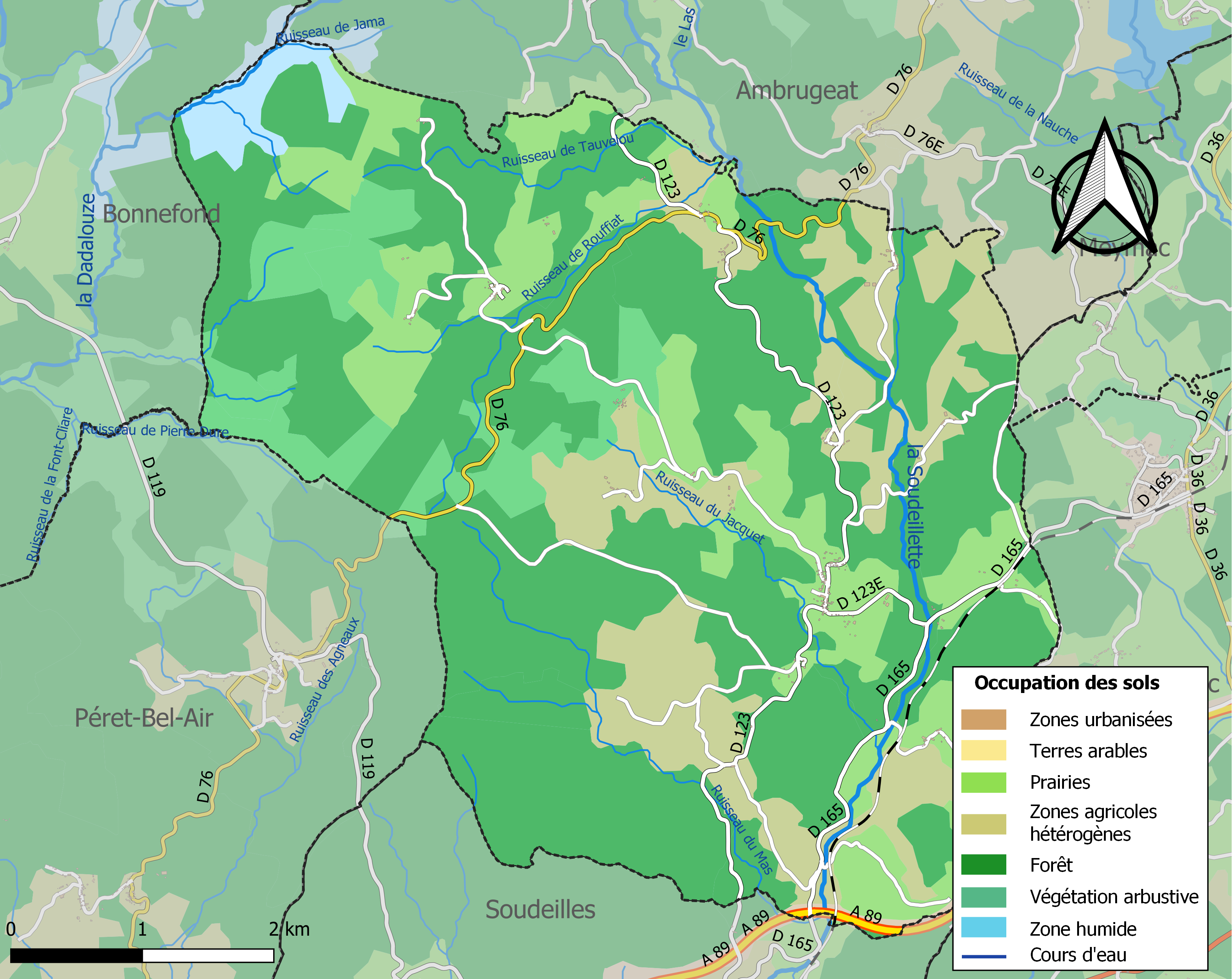
Carte des infrastructures et de l'occupation des sols de la commune en 2018 (CLC).

### Lieux-dits, écarts et quartiers
La commune compte 128 lieux-dits administratifs répertoriés consultables ici

### Risques majeurs
Le territoire de la commune de Davignac est vulnérable à différents aléas naturels : météorologiques (tempête, orage, neige, grand froid, canicule ou sécheresse), feux de forêts et séisme (sismicité très faible). Il est également exposé à un risque technologique,  le transport de matières dangereuses, et à deux risques particuliers : le risque minier et le risque de radon. Un site publié par le BRGM permet d'évaluer simplement et rapidement les risques d'un bien localisé soit par son adresse soit par le numéro de sa parcelle.

#### Risques naturels

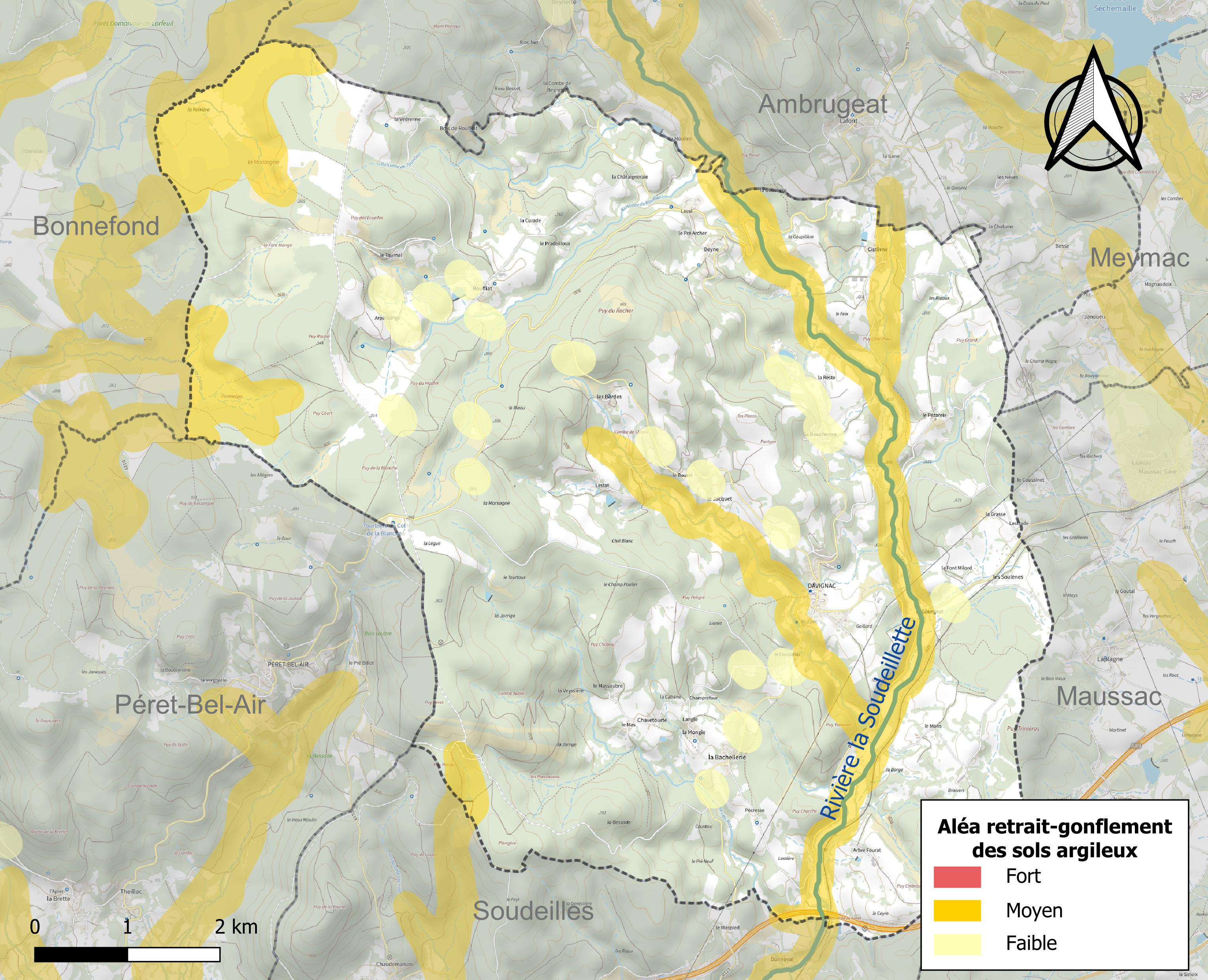
Carte des zones d'aléa retrait-gonflement des sols argileux de Davignac.

Le retrait-gonflement des sols argileux est susceptible d'engendrer des dommages importants aux bâtiments en cas d’alternance de périodes de sécheresse et de pluie. 14,3 % de la superficie communale est en aléa moyen ou fort (26,8 % au niveau départemental et 48,5 % au niveau national). Sur les 212 bâtiments dénombrés sur la commune en 2019,  14 sont en aléa moyen ou fort, soit 7 %, à comparer aux 36 % au niveau départemental et 54 % au niveau national. Une cartographie de l'exposition du territoire national au retrait gonflement des sols argileux est disponible sur le site du BRGM,.
Concernant les feux de forêt, aucun plan de prévention des risques incendie de forêt (PPRIF) n’a été établi en Corrèze, néanmoins le code de l’urbanisme impose la prise en compte des risques dans les documents d’urbanisme. Le périmètre des servitudes d'utilité publique et des zones d'obligation légale de débroussaillement pour les particuliers est quant à lui défini pour la commune dans une carte dédiée. 

#### Risques technologiques
Le risque de transport de matières dangereuses sur la commune est lié à sa traversée par une route à fort trafic et une canalisation de transport d'hydrocarbures. Un accident se produisant sur de telles infrastructures est susceptible d’avoir des effets graves sur les biens, les personnes ou l'environnement, selon la nature du matériau transporté. Des dispositions d’urbanisme peuvent être préconisées en conséquence.

#### Risques particuliers
La commune est  concernée par le risque minier, principalement lié à l’évolution des cavités souterraines laissées à l’abandon et sans entretien après l’exploitation de mines. 
Dans plusieurs parties du territoire national, le radon, accumulé dans certains logements ou autres locaux, peut constituer une source significative d’exposition de la population aux rayonnements ionisants. Certaines communes du département sont concernées par le risque radon à un niveau plus ou moins élevé. Selon la classification de 2018, la commune de Davignac est classée en zone 3, à savoir zone à potentiel radon significatif. 

## Histoire
Au Moyen Âge, Davignac constituait un bourg important dont le château constituait un chef lieu de châtellenie. Il fut résidence d'été des Ventadour au début du XIVe siècle.

## Politique et administration

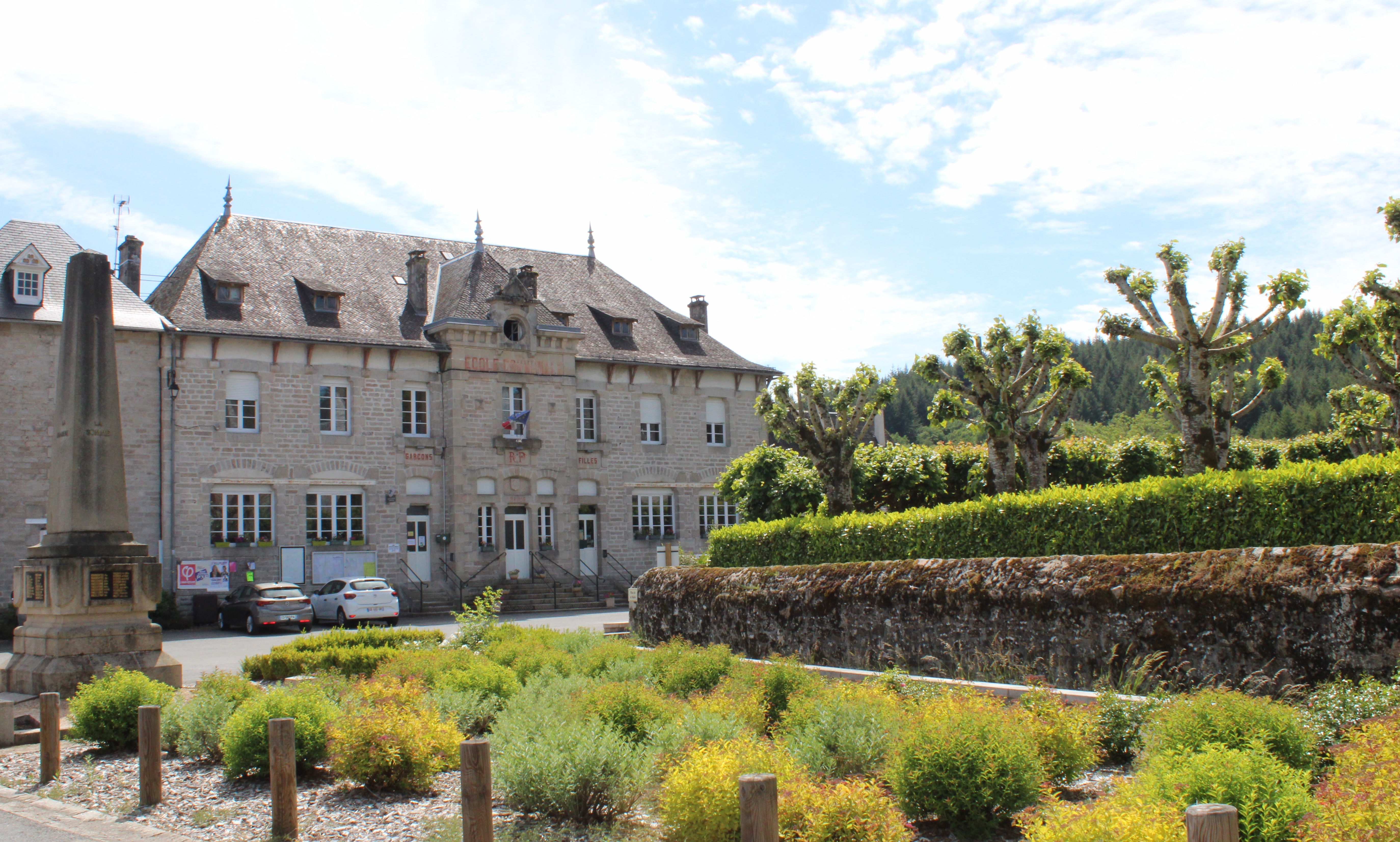
La Mairie.

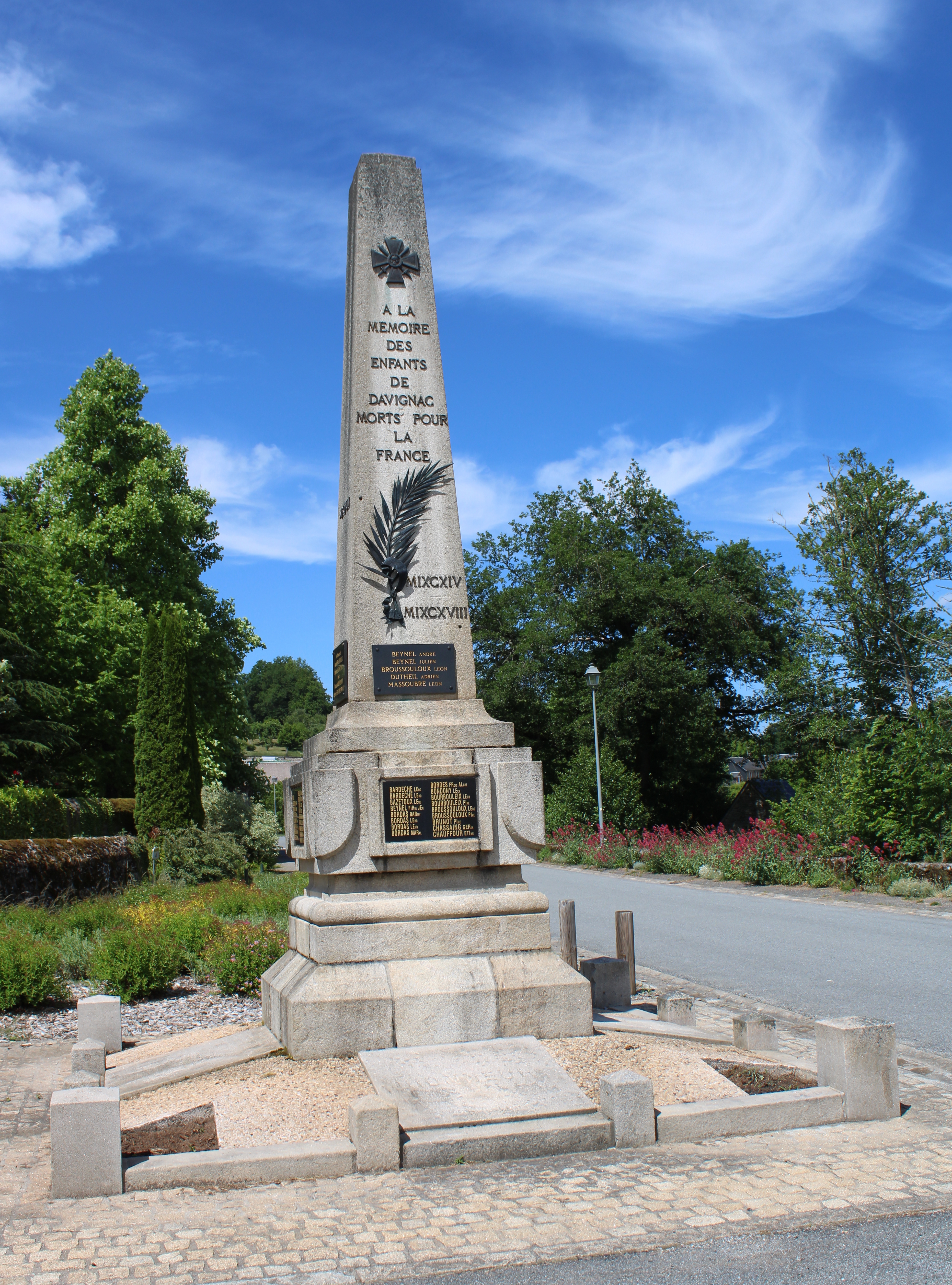
Le monument aux morts.

| Période                                  | Période       | Identité          | Étiquette | Qualité                            |
| ---------------------------------------- | ------------- | ----------------- | --------- | ---------------------------------- |
| 1935                                     | 1939          | Baptiste Bunisset | SFIC      |                                    |
| 1944                                     | 1947          | Baptiste Bunisset | PCF       |                                    |
| mars 1965                                | décembre 1999 | Joseph Lacassagne | PCF       | Paysan                             |
| janvier 2000                             | mars 2008     | Patrick Bordas    | PCF       |                                    |
| mars 2008                                | mai 2020      | Daniel Caraminot  | PCF       | Retraité de l'enseignement         |
| 2020                                     | En cours      | Patrice Barbe     |           | Technicien forestier à la retraite |
| Les données manquantes sont à compléter. |               |                   |           |                                    |

## Démographie
L'évolution du nombre d'habitants est connue à travers les recensements de la population effectués dans la commune depuis 1793. Pour les communes de moins de 10 000 habitants, une enquête de recensement portant sur toute la population est réalisée tous les cinq ans, les populations de référence des années intermédiaires étant quant à elles estimées par interpolation ou extrapolation. Pour la commune, le premier recensement exhaustif entrant dans le cadre du nouveau dispositif a été réalisé en 2006.

En 2022, la commune comptait 233 habitants, en évolution de +9,39 % par rapport à 2016 (Corrèze : −0,59 %, France hors Mayotte : +2,11 %).
| 1793 | 1800 | 1806 | 1821 | 1831 | 1836 | 1841 | 1846 | 1851 |
| ---- | ---- | ---- | ---- | ---- | ---- | ---- | ---- | ---- |
| 910  | 595  | 645  | 746  | 681  | 807  | 817  | 838  | 840  |

| 1856 | 1861 | 1866 | 1872 | 1876  | 1881  | 1886  | 1891  | 1896  |
| ---- | ---- | ---- | ---- | ----- | ----- | ----- | ----- | ----- |
| 900  | 947  | 930  | 956  | 1 003 | 1 047 | 1 102 | 1 080 | 1 085 |

| 1901  | 1906  | 1911 | 1921 | 1926 | 1931 | 1936 | 1946 | 1954 |
| ----- | ----- | ---- | ---- | ---- | ---- | ---- | ---- | ---- |
| 1 065 | 1 102 | 979  | 751  | 715  | 754  | 764  | 590  | 463  |

| 1962 | 1968 | 1975 | 1982 | 1990 | 1999 | 2006 | 2011 | 2016 |
| ---- | ---- | ---- | ---- | ---- | ---- | ---- | ---- | ---- |
| 355  | 360  | 307  | 279  | 289  | 272  | 256  | 240  | 213  |

| 2021 | 2022 | - | - | - | - | - | - | - |
| ---- | ---- | - | - | - | - | - | - | - |
| 222  | 233  | - | - | - | - | - | - | - |

## Économie

### Activité minière
La commune possédait une mine d'extraction d'uranium à ciel ouvert (1979-1989) mais elle ne comportait localement aucun  traitement des minerais.
Tous ces nombreux sites de Corrèze, Haute-Vienne et Cantal sont à l'origine du développement de l'industrie nucléaire en France.

## Culture locale et patrimoine

### Lieux et monuments
- L'église paroissiale Saint-Saturnin, inscrite à l'inventaire des monuments historiques depuis le 24 octobre 1991[38], est du XVe siècle à vaisseau unique et a été reconstruite presque en totalité au XVIIe siècle ou XVIIIe siècle. Le clocher porche est du XIXe siècle. Au-dessus du maître-autel est placé un grand retable classé des XVIIe siècle et XVIIIe siècle dans le goût baroque amputé de son fronton central en 1854. Initialement polychrome, il fut repeint uniformément en couleur noyer puis remis dans ses teintes d'origine dans les années 1950. Depuis octobre 2012, il est en cours de reconstruction-restauration.
- La chapelle Notre-Dame du XIVe siècle[39] est située à proximité, au sud de l'église. Abandonnée pendant de longues années, elle a été restaurée en 1982.
- Le château actuel, propriété privée, est le résultat de plusieurs remaniements d'une construction du XVe siècle effectués au XVIIIe siècle et au XIXe siècle[40].

### Galerie

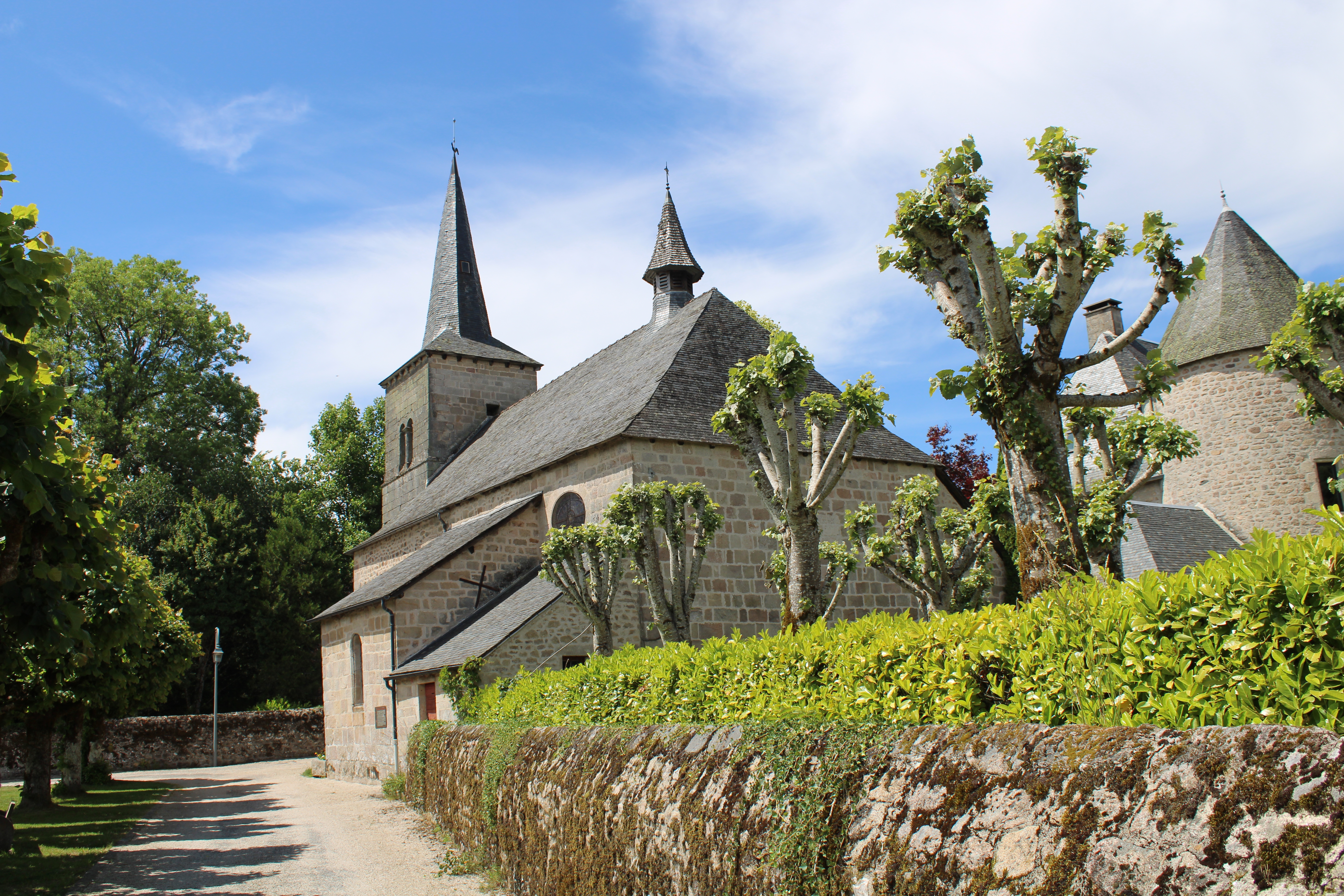
L'église.
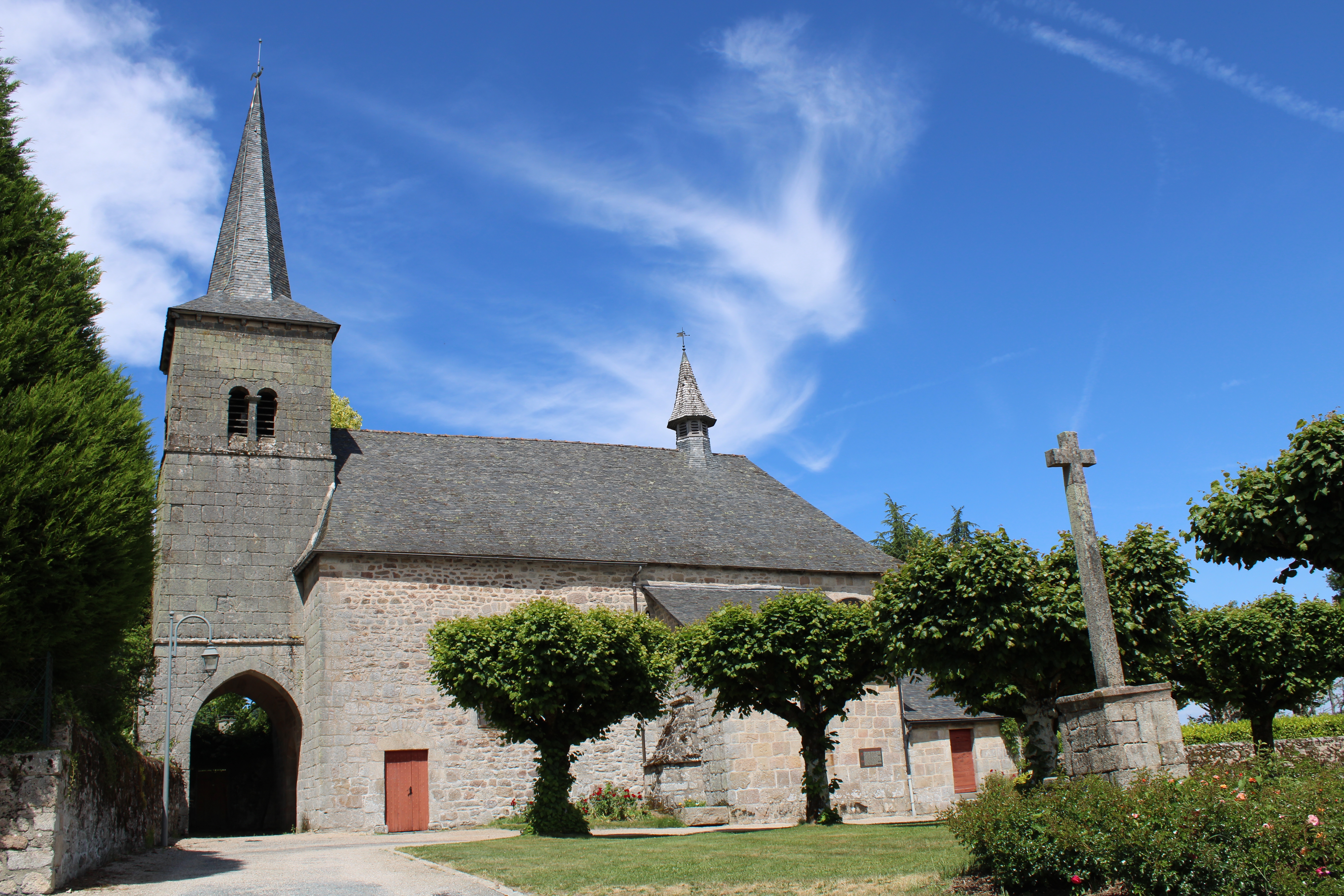
L'église
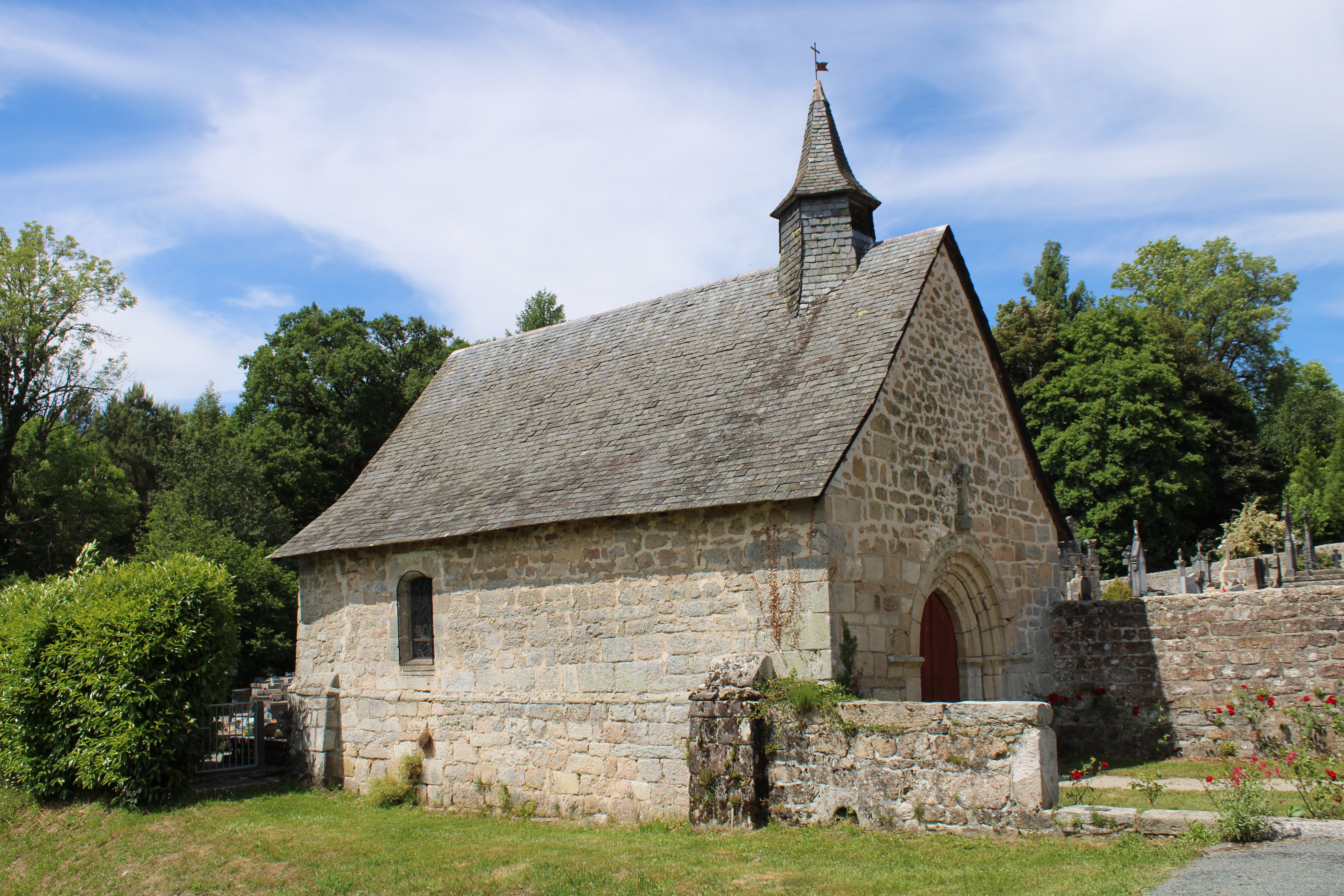
La chapelle du cimetière.
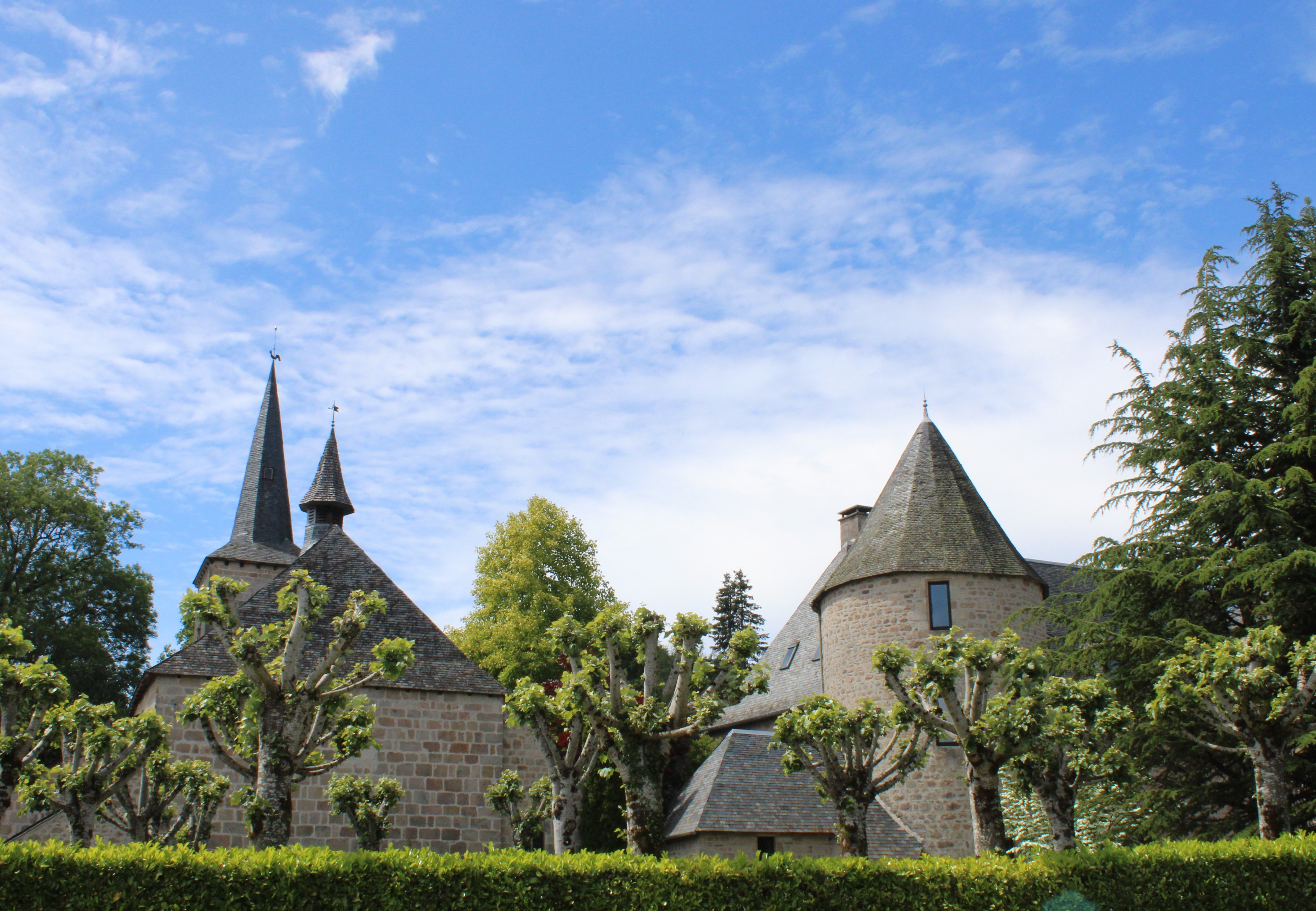
L'église et le château.
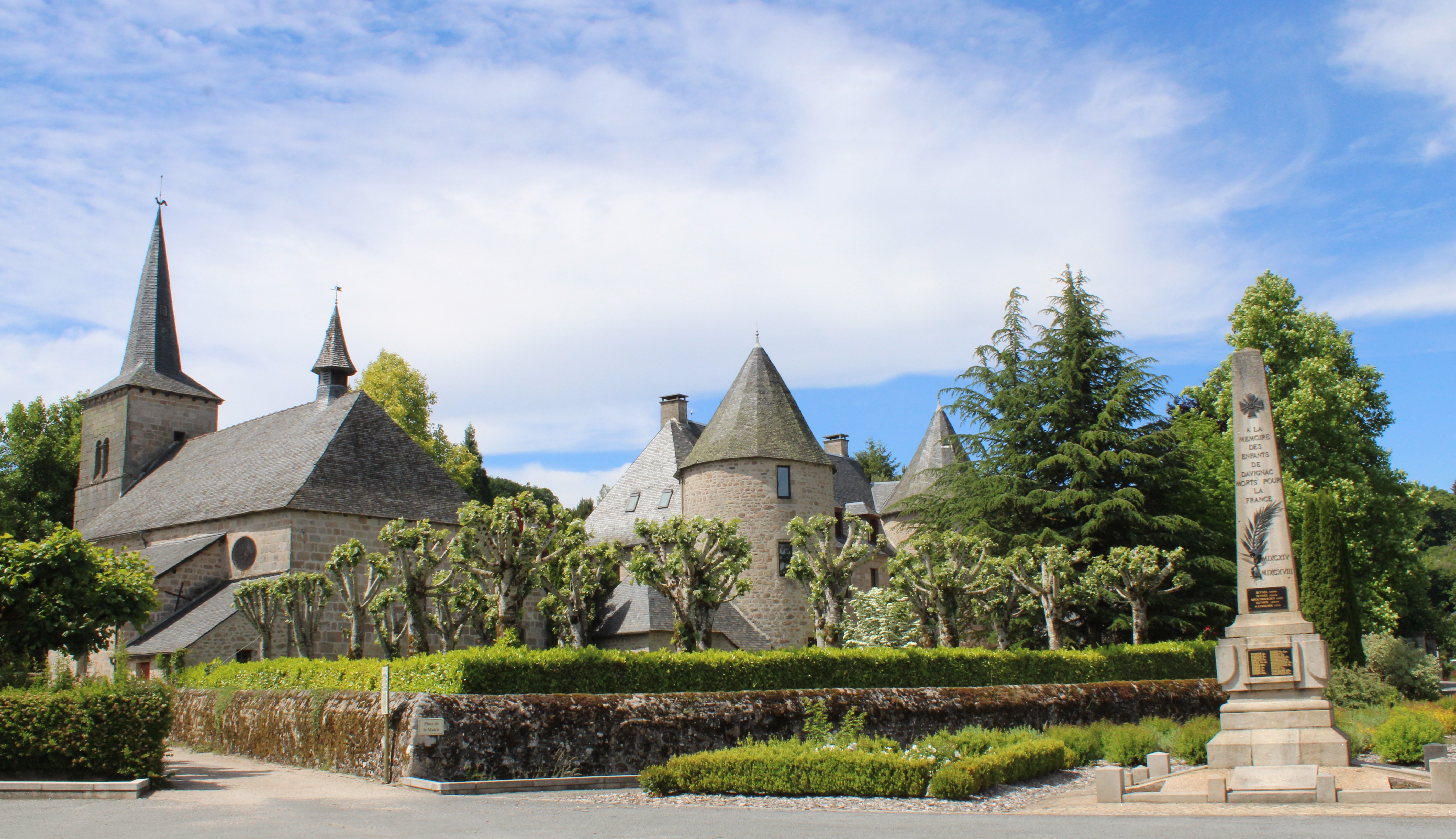
L'église, le château et le monument.

### Personnalités liées à la commune
- L'écrivain Pierre Bergounioux possède une maison au hameau des Bordes.

### Héraldique
| Blason de Davignac | Blason  | De gueules au cerf passant d'or.                 |
| Blason de Davignac | Détails | Le statut officiel du blason reste à déterminer. |